# 沃民
沃民（ようみん、よくみん）は中国に伝わる伝説上の人種である。古代中国では西方に位置する国に棲んでいたとされる。

## 概説
古代中国の地理書『山海経』の海外西経によると、沃民国は白民国の南、女子国の北にあり、沃民人は人間の姿をしているが鳳凰（ほうおう）の卵や甘露をつねに飲食しており、欲しいと思う食物は住んでいる土地で思うままに入手することが出来たという。
『山海経』の大荒西経によると、沃民らの住んでいる沃野には豊富な資源とあらゆる獣が存在するという。